# Saison 18 d'Alerte Cobra
Chronologie
Saison 17 Saison 19
Cet article présente le guide des épisodes la dix-huitième saison de la série télévisée Alerte Cobra.

## Distribution

### Acteurs principaux
- Erdoğan Atalay : Sami Gerçan (inspecteur)
- René Steinke : Tom Kranich (inspecteur)

### Acteurs récurrents
- Charlotte Schwab : Anna Angalbert (chef de service)
- Carina Wiese : Andréa Gerçan (secrétaire et femme de Sami)
- Dietmar Huhn : Henri Granberger (brigadier)
- Gottfried Vollmer : Boris Bonrath (brigadier)
- Siggi H : Siggi Müller (brigadier)
- Niels Kurvin : Armand Freund (police scientifique)
- Kerstin Thielemann : Isolde Maria Schrankmann (procureure générale)

## Diffusion
En Allemagne, la saison a été diffusée du 15 septembre 2005 au 20 octobre 2005, sur RTL Television.
En France, la saison a été diffusée du 23 octobre 2007 au 19 novembre 2008 sur TMC. À noter que TMC diffusait aléatoirement les épisodes.

## Épisodes

### Épisode 1:Trop forte tentation
- Allemagne : 15 septembre 2005 sur RTL Television
- France : 19 novembre 2008 sur TMC

### Épisode 2:Froide vengeance
- Allemagne : 22 septembre 2005 sur RTL Television
- France : 17 septembre 2008 sur TMC

### Épisode 3:Acte de courage
- Allemagne : 29 septembre 2005 sur RTL Television
- France : 5 novembre 2008 sur TMC

### Épisode 4:Partie de chasse
- Allemagne : 6 octobre 2005 sur RTL Television
- France : 22 octobre 2008 sur TMC

### Épisode 5:Délit de fuite
- Allemagne : 20 octobre 2005 sur RTL Television
- France : 23 octobre 2007 sur TMC